# 張偲 (隆慶進士)
張偲（1545年—1614年），字士忠，江西南昌府南昌縣人，新建縣民籍，明朝政治人物。

## 生平
江西鄉試第三十五名舉人。隆慶二年（1568年）中式戊辰科會試第七十八名，三甲第十名進士。授苏州府推官，历官刑部郎中，萬曆八年（1580年）正月升福建按察司副使，十一年二月升广西右参政，十四年正月升福建按察使，十六年七月升本省右布政使。萬曆二十三年起復为浙江右布政使，四月以终养请辞。三十四年（1606年）七月復起为湖广右布政使，三十八年正月调任山西左布政，四十年三月乞休归，九月起升右佥都御史、巡抚贵州，围剿新添、平越等处苗人，萬曆四十二年因劳瘁卒于任，赠都察院右副都御史。

## 家族
曾祖張應明；祖父張燦，恩例冠帶；父張桓，母龔氏。具庆下。